# Бібліотека Наг-Хаммаді

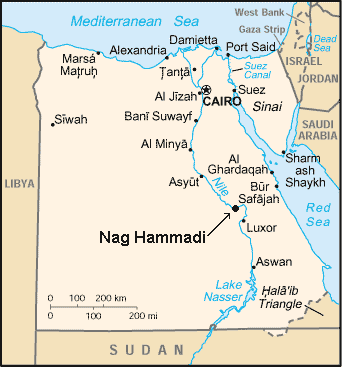
Селище Наг-Хаммаді на карті Єгипту

«Бібліотека з Наг-Хаммаді» — зібрання рукописних книг (кодексів), виготовлених з папіруса, яка була виявлена в кінці 1945 року в районі селища Наг-Хаммад (Єгипет).

## Короткий опис зібрання
Тексти в цих книгах написані коптською мовою, розмовною мовою елліністичного Єгипту, і є перекладами з грецької мови. Кодекси були виготовлені на початку IV ст. н. е., але самі тексти датуються ранішим часом: I–III ст. н. е.
Бібліотека з Наг-Хаммаді складається з 12 кодексів і кількох аркушів із 13-го кодексу. Зараз книги цієї бібліотеки зберігаються в Каїрському єгипетському музеї.
Бібліотека з Наг-Хаммаді містить, переважно, тексти гностичного християнства в його «пізньому варіанті». Ймовірно, кодекси належали ченцям з першого християнського монастиря, заснованого святим Пахомієм. На це вказують листи сподвижників Пахомія, з яких були виготовлені обкладинки кодексів, і місце знаходження бібліотеки, що розташоване всього за кілька кілометрів від монастиря. Заховання кодексів (кінець IV ст. н. е.) за часом збігається з указом олександрійського митрополита Афанасія про знищення неканонічних текстів.

## Повний список знайдених в Наг-Хаммаді творів
- Кодекс I:
  -  Молитва апостола Павла
  -  Апокриф Якова
  -  Євангеліє Істини
  -  Трактат про Воскресіння (Послання до Регіна)
  -  Тричастинний трактат
- Кодекс II:
  -  Апокриф Іоана
  -  Євангеліє від Фоми
  -  Євангеліє від Пилипа
  -  Іпостась Архонтів
  -  Трактат про походження світу
  -  Тлумачення про душу
  -  Книга Хоми Атлета
- Кодекс III:
  -  Апокриф Іоана
  -  Євангеліє від єгиптян
  -  Євгност Блаженний
  -  Премудрість Ісуса Христа
  -  Діалог Спасителя
- Кодекс IV:
  -  Апокриф Іоана
  -  Євангеліє від єгиптян
- Кодекс V:
  -  Євгност Блаженний
  -  Апокаліпсис Павла
  -  Перший апокаліпсис Якова
  -  Другий апокаліпсис Якова
  -  Апокаліпсис Адама
- Кодекс VI:
  -  Діяння Петра і дванадцяти апостолів
  -  Грім, досконалий розум
  -  Справжнє вчення
  -  Поняття нашої великої сили
  -  Трактат Платона «Держава»
  -  Роздуми про вісімку і дев'ятку
  -  Молитва подяки
  -  Асклепій 21-29
- Кодекс VII:
  -  Парафраз Сима
  -  Другий трактат великого Сифа
  -  Гностичний апокаліпсис Петра
  -  Повчання Силуана
  -  Три стели Сифа
- Кодекс VIII:
  -  Зостріан
  -  Послання Петра Пилипу
- Кодекс IX:
  -  Мельхиседек
  -  Думка Норії
  -  Свідчення істини
- Кодекс X:
  -  Марсан
- Кодекс XI:
  -  Ілюмінація Знання
  -  Валентиніанське тлумачення
  -  Аллогія
  -  Гіпсіфрона
- Кодекс XII
  -  Вислови Секста
  -  Євангеліє Істини
  -  Фрагменти
- Кодекс XIII:
  -  Тривидна Протеноя
  -  Трактат про походження світу